# Журавиці (Куявсько-Поморське воєводство)
Журавиці (пол. Żurawice, нім. Schurwitz) — село в Польщі, у гміні Бонево Влоцлавського повіту Куявсько-Поморського воєводства.
Населення — 111 осіб (2011).
У 1975-1998 роках село належало до Влоцлавського воєводства.

## Демографія
Демографічна структура станом на 31 березня 2011 року:
|          | Загалом | Допрацездатний вік | Працездатний вік | Постпрацездатний вік |
| -------- | ------- | ------------------ | ---------------- | -------------------- |
| Чоловіки | 56      | 8                  | 39               | 9                    |
| Жінки    | 55      | 5                  | 36               | 14                   |
| Разом    | 111     | 13                 | 75               | 23                   |